# Matthias Schweighöfer

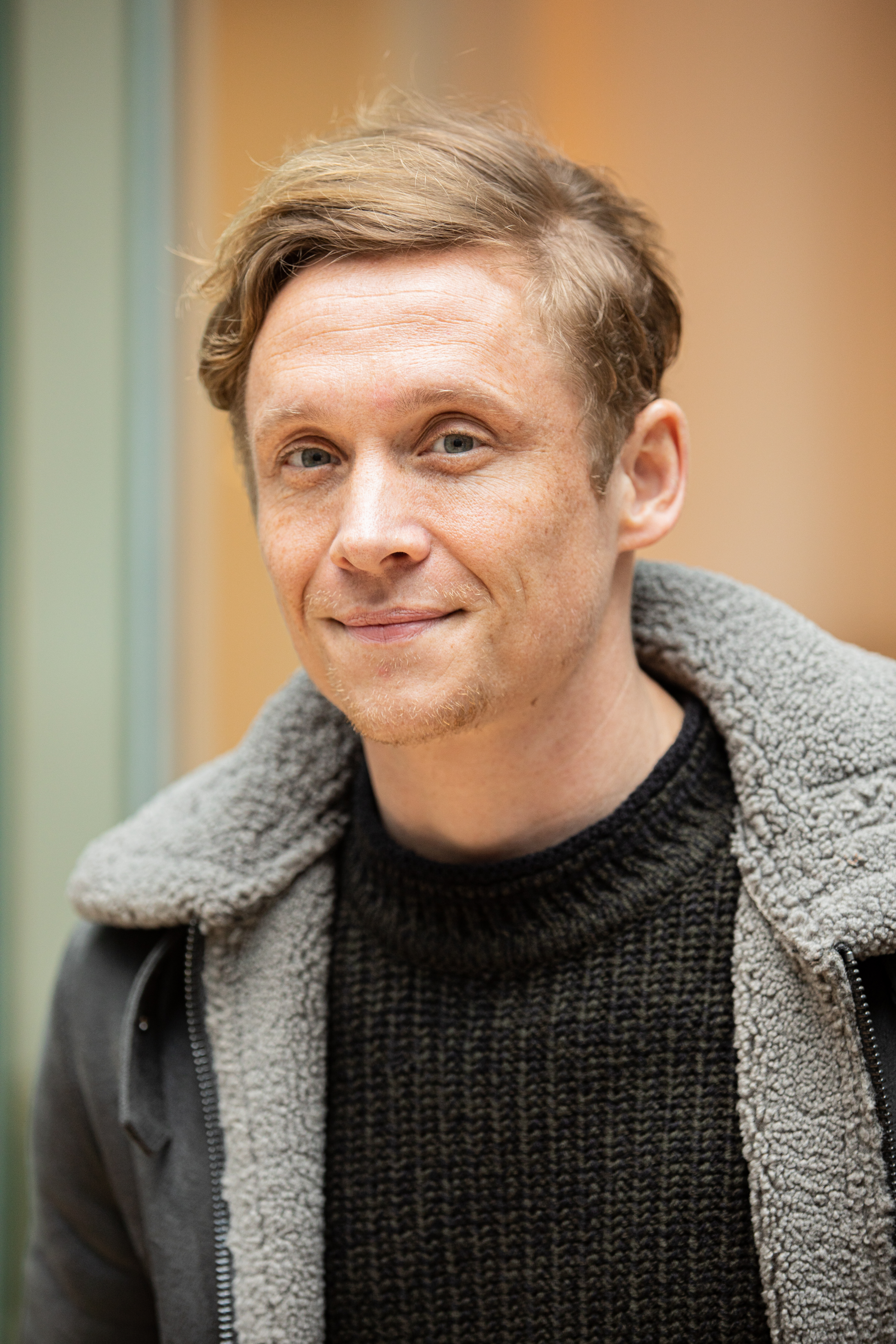
Matthias Schweighöfer (2020)

Matthias Schweighöfer (* 11. März 1981 in Anklam) ist ein deutscher Schauspieler, Synchronsprecher, Filmregisseur, Filmproduzent, Moderator und Sänger. Er ist einer der Gründer der Filmproduktionsgesellschaft Pantaleon Films.

## Leben

### Herkunft und Ausbildung
Matthias Schweighöfer ist der Sohn der Schauspieler Michael und Gitta Schweighöfer. Auch sein Großvater Willy Schweighöfer (1906–1980) sowie seine Onkel Joachim Schweighöfer (1936–2023) und Götz Schweighöfer (1960–2021) waren Schauspieler. Er bekam durch seine Eltern frühzeitig Kontakt zur Bühne und machte seine erste Bühnenerfahrung in einer Schulaufführung von Bertolt Brechts Dreigroschenoper, in der Schweighöfer die Rolle des Mackie Messer verkörperte. Im Anschluss an sein Abitur am Chemnitzer Dr.-Wilhelm-André-Gymnasium begann er 2001 ein Studium an der Hochschule für Schauspielkunst „Ernst Busch“ Berlin, brach es aber nach einem Jahr ab.

### Film und Fernsehen

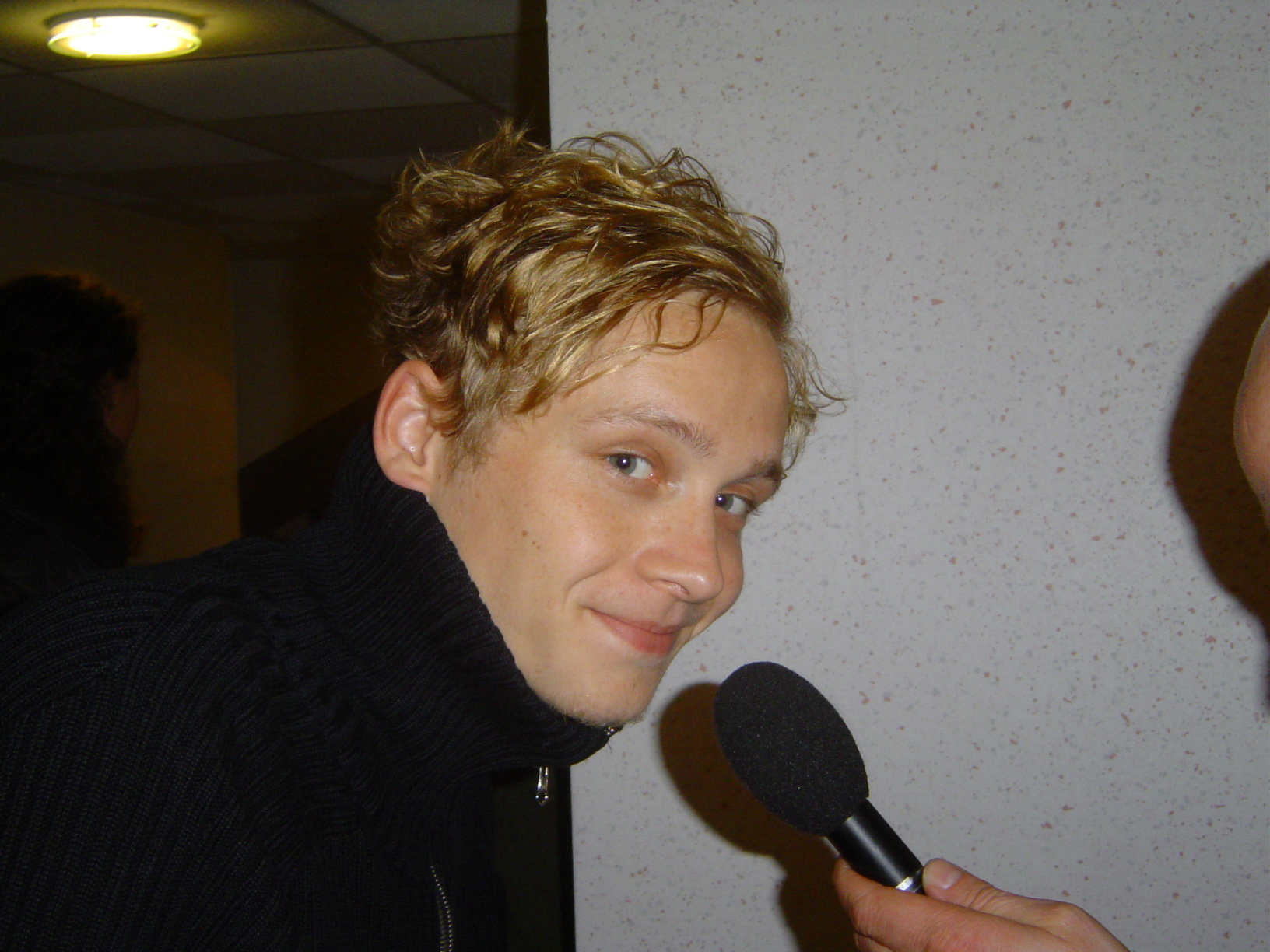
Matthias Schweighöfer (2005)

Im Jahr 1997 stand er im Alter von 16 Jahren unter der Regie von Andreas Dresen für den Fernsehfilm Raus aus der Haut zum ersten Mal vor der Kamera. Bis 1999 folgten weitere Rollen in deutschen Fernsehproduktionen, beispielsweise in Spuk aus der Gruft (1997), in der Episode Die Macht der Gedanken (1998) aus der RTL-Arztserie Dr. Stefan Frank – Der Arzt, dem die Frauen vertrauen, 1999 in der Auftaktepisode Der neue Mann, in der 16. Folge Leonardos Geheimnis der ZDF-Krimiserie Siska sowie in Spuk im Reich der Schatten  (1999).
Ab 2000 wirkte Matthias Schweighöfer in weiteren Film- und Fernsehproduktionen mit. In dem Fernsehfilm Verbotenes Verlangen – Ich liebe meinen Schüler  (2000) von Zoltan Spirandelli stellt er den Schüler Ben dar, der ein Verhältnis mit seiner Lehrerin eingeht. Für diese Darstellung erhielt er 2001 den Deutschen Fernsehpreis als bester Nachwuchsdarsteller. In der mit dem Erich Kästner-Fernsehpreis ausgezeichneten TV-Filmkomödie Küss mich, Frosch, die sich an das Märchen Der Froschkönig oder der eiserne Heinrich der Brüder Grimm anlehnt, verkörperte er den Prinzen Dietbert von Tümpelberg, der im Jahr 2000 von der Schülerin Anna Sandmann nach 1000 Jahren wieder ins Leben geküsst wird. Im Folgejahr war er in zwei TV-Krimifilmen zu sehen. So in Polizeiruf 110: Zerstörte Träume in der Rolle des Sängers Daniel Cross, der in seinem Vorbereitungsraum mit einem leblosen Drogendealer und einem Obstmesser gesehen und danach bei der Polizei gemeldet wird. Im Ludwigshafener Tatort: Gewaltfieber sah man ihn in der Rolle des Jugendlichen Jacky Bräutigam.
Nach wiederholten Fernsehauftritten gab er 2001 sein Kinodebüt in dem Jugendfilm Herz im Kopf als Dirk. 2002 war Schweighöfer neben Henriette Confurius als Holger in Anne Wilds Kurzfilm Ballett ist ausgefallen zu sehen. Zudem folgten in demselben Jahr weitere Kinorollen. William Malones Horrorfilm FearDotCom, in dem er die Rolle des Dieter Schrader verkörperte, war seine erste Filmrolle in den USA. Der endgültige Durchbruch gelang ihm 2003 an der Seite von Nora Tschirner in der Romanverfilmung Soloalbum, die ihm den New Faces Award einbrachte. Schweighöfer arbeitete seitdem in zahlreichen nationalen und internationalen Produktionen sowie an verschiedenen deutschen Theaterhäusern.
Er spielte 2004 am Hebbel-Theater in dem Stück Eins, zwei, drei von Ferenc Molnár die Rolle des Kommunisten Piffl unter der Regie von Johannes Grebert und Matthias Matschke.
In Hendrik Hölzemanns Liebes-Drama Kammerflimmern spielte er neben Jessica Schwarz die Hauptrolle des Paul 'Crash' Partenheimer, der in jungen Jahren sowohl einen Tumor an der rechten Wange als auch einen Autounfall überlebte, bei dem seine Eltern ums Leben kamen (2004; Auszeichnung: Bayerischer Filmpreis, DIVA). In dem Künstlerdrama Baal, das auf dem im Dezember 1923 uraufgeführten Stück Bertolt Brechts basiert, agierte er neben Pasquale Aleardi in der Titelrolle (2004; Auszeichnung: Fernsehfilmfestival Baden-Baden). In der Kriminalkomödie Polly Blue Eyes spielte er den Ronald Ronny Helske, den neuen Freund von Pollys Schwester, dargestellt von Maxi Warwel (2005; Auszeichnung: DIVA). In Schiller  (2005) war Matthias Schweighöfer in der Titelrolle zu sehen. Für seine dort erbrachte schauspielerische Leistung wurde er bei der Undine-Award-Verleihung als Bester jugendlicher Schauspieler in einem Fernsehfilm ausgezeichnet und erhielt darüber hinaus den Entertainmentpreis DIVA. An der Seite von Natalia Avelon, die in der Rolle der Uschi Obermaier zu sehen war, stellte Schweighöfer in Das wilde Leben Obermaiers Beziehungspartner Rainer Langhans dar (2007; Auszeichnung: Undine Award).

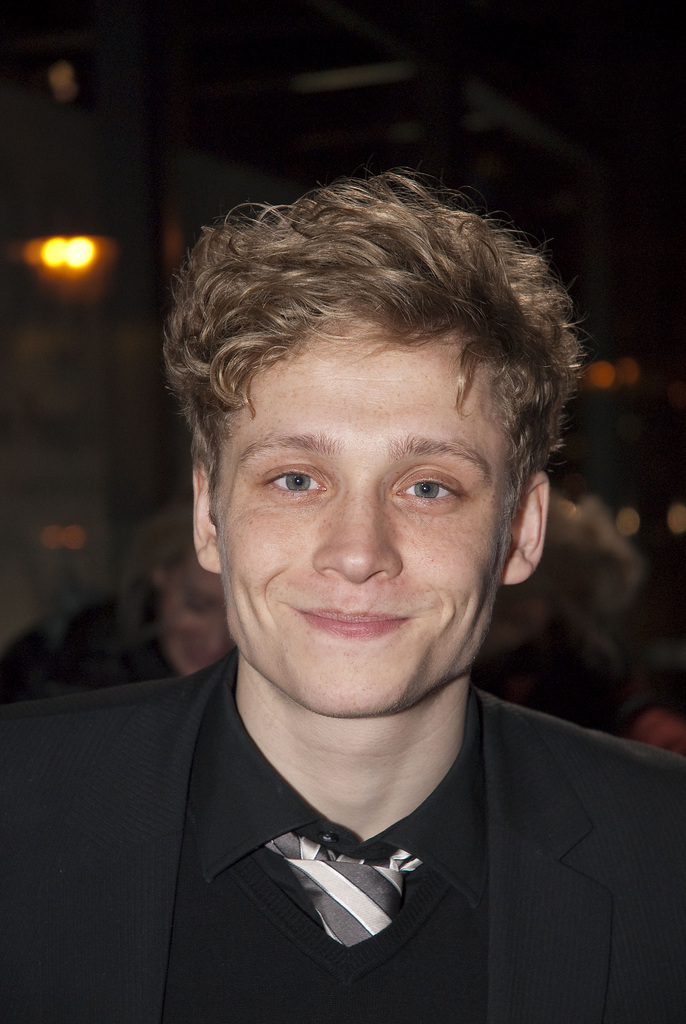
Matthias Schweighöfer auf der Berlinale 2008

Wiederholt arbeitete Schweighöfer mit dem Schauspieler, Regisseur und Produzenten Til Schweiger zusammen. In den Liebeskomödien Keinohrhasen (2007) und Zweiohrküken (2009) war er in der Rolle des Moritz zu sehen. 2013 spielte er in Kokowääh 2 sich selbst.
In Operation Walküre – Das Stauffenberg-Attentat (2008) verkörperte er die Rolle des Leutnant Franz Herber, der maßgeblich an der Niederschlagung des Umsturzversuchs vom 20. Juli 1944 beteiligt war.
In der Autobiografie Mein Leben – Marcel Reich-Ranicki übernahm er die Titelrolle des jungen Literaturkritikers Marcel Reich-Ranicki (2009; Auszeichnung: Goldene Kamera). Für die Rolle des Balthasar Staupen im Tatort: Weil sie böse sind, dessen Vater vom alleinerziehenden Vater eines autistischen Kindes mit einem Morgenstern erschlagen wird, wurde Schweighöfer mit dem Hessischen Fernsehpreis ausgezeichnet. In der deutsch-englischen Produktion Friendship! (2010) von Markus Goller sah man ihn an der Seite von Friedrich Mücke als Tom, der mit seinem besten Freund Veit nach dem Mauerfall der DDR nach San Francisco zur Golden Gate Bridge will. In diesem Film sind Schweighöfers Filmeltern auch seine leiblichen Eltern.
Schweighöfer gab 2010 sein Debüt als Regisseur mit der romantischen Komödie What a Man, bei der er zugleich als Hauptdarsteller und Koautor sowie über seine von ihm gegründete Produktionsgesellschaft Pantaleon Films als Koproduzent tätig war. Im August 2011 startete der Film in den deutschen Kinos, wo er rund 1,8 Millionen Besucher erreichte. Am 10. Januar 2013 kam sein zweiter Spielfilm Schlussmacher ins Kino, erneut von Pantaleon Films sowie 20th Century Fox realisiert und mit Schweighöfer als Regisseur und Hauptdarsteller. Für diesen Film erhielt er zusammen mit Marco Beckmann, Dan Maag und Cornel Schäfer einen Romy in der Kategorie Bester Film. Mit Vaterfreuden kam im Februar 2014 Schweighöfers dritter Spielfilm in die deutschen Kinos, den rund zwei Millionen Zuschauer verfolgten. Im Herbst 2014 drehte er seine vierte Eigenproduktion Der Nanny, welche am 26. März 2015 in den deutschen Kinos anlief. Im Februar 2016 startete die Filmkomödie Der geilste Tag in den deutschen Kinos, in dem er den todkranken Andi verkörpert, der gemeinsam mit Benno (Florian David Fitz), seinem älteren Zimmernachbarn im Hospiz, einen Road Trip nach Südafrika beginnt, um den „geilsten Tag“ seines Lebens zu verbringen. Sein Spielpartner Fitz führte bei der Produktion die Regie und schrieb das Drehbuch, Schweighöfer fungierte als Produzent.
Ferner wirkte er in verschiedenen Musikvideos mit, etwa in Silbermonds Ich bereue nichts (2009), Philipp Poisels Eiserner Steg (2011), Lena Meyer-Landruts What a Man (2011) oder Six60s Forever (2014).
Matthias Schweighöfer betätigt sich auch als Synchronsprecher. So lieh er in dem belgischen Animationsfilm Sammys Abenteuer – Die Suche nach der geheimen Passage  (2010) der Titelschildkröte Sammy seine Stimme. In Til Schweigers Keinohrhase und Zweiohrküken  sprach er den Fuchs. 2014 synchronisierte er in Das magische Haus  die Stimme des Katers Thunder. In dem belgisch-französischen Computeranimationsfilm Robinson Crusoe (2016) gab er dem titelgebenden Seemann seine Stimme.
Im Februar 2016 wurde bekannt, dass Schweighöfer an der ersten deutschen Serie des Streaming-Dienstes Prime Video beteiligt sein wird. Unter dem Titel You Are Wanted wurde die erste Staffel der Thriller-Serie, bei der Schweighöfer auch Regie führt, im März 2017 ausgestrahlt. Schweighöfer spielt einen Hotelmanager, der Opfer eines mysteriösen Hacker-Angriffs wird, wodurch sein Leben aus der Bahn gerät. Neben ihm zu sehen sind Karoline Herfurth, Tom Beck und Katrin Bauerfeind.
Von Februar bis Mai 2018 stand er wieder zusammen mit Florian David Fitz, der gleichzeitig Drehbuchautor und Regisseur war, im Film 100 Dinge vor der Kamera.
Unter der Regie von Jonathan Jakubowicz übernahm er in dessen Kinoproduktion Resistance – Widerstand (2020) die Rolle des NS-Kriegsverbrechers Klaus Barbie.
2021/2022 stand er in der Rolle des Musikproduzenten Frank Farian in der Milli-Vanilli-Filmbiografie Girl You Know It’s True (2023) vor der Kamera.

### Karriere als Sänger

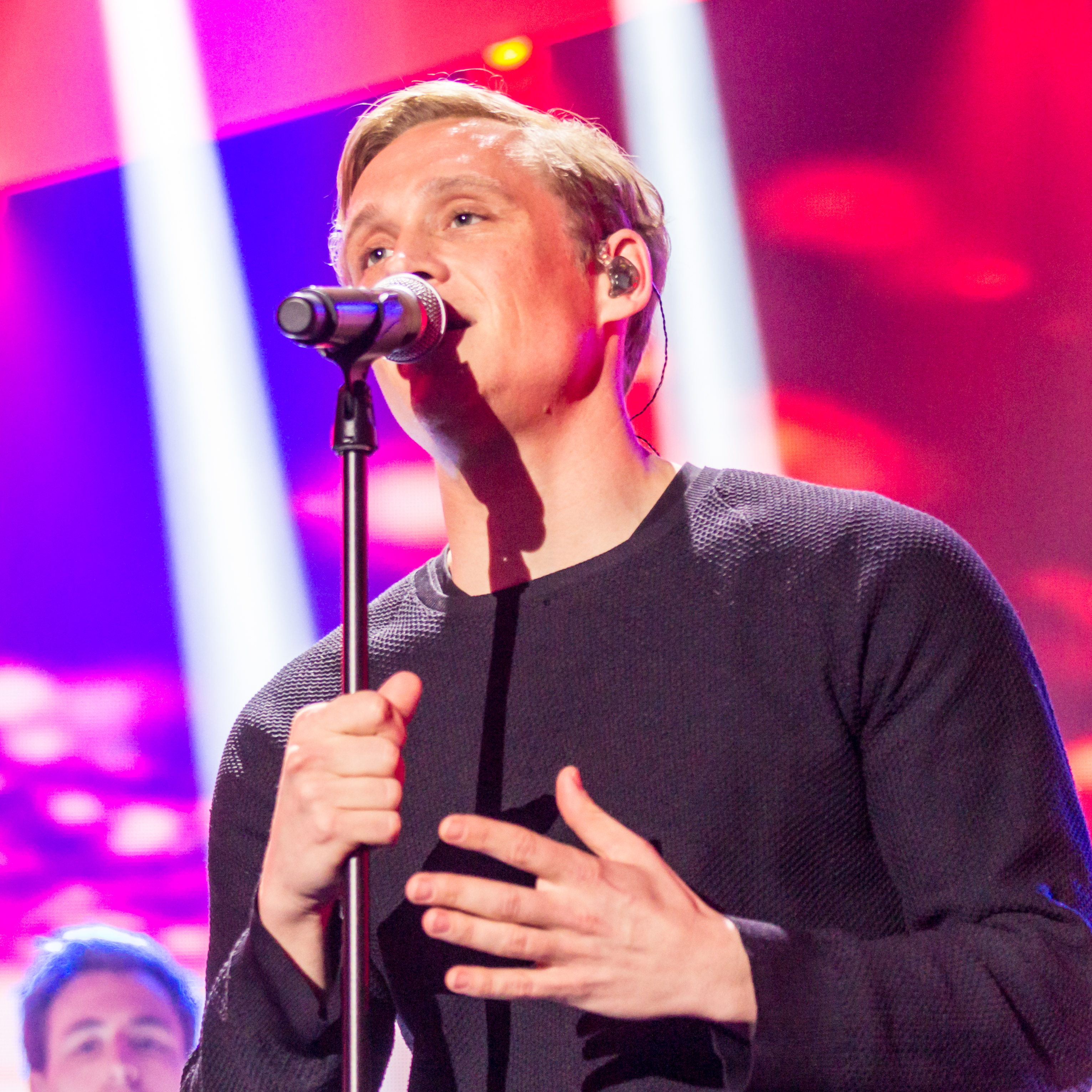
Matthias Schweighöfer bei Unser Song (2017)

Schweighöfer, der bereits in mehreren Filmen, unter anderem im Polizeiruf 110: Zerstörte Träume den Titel There’s A Rainbow gesungen hat, veröffentlichte im April 2015 seine erste Single Fliegen, die den Soundtrack zu seinem Film Der Nanny bildete. Die Single platzierte sich auf Platz 58 der deutschen Singlecharts.
Am 3. Dezember 2016 sang Schweighöfer in der ZDF-Sendung Ein Herz für Kinder sein Lied Durch den Sturm. Es war sein erster öffentlicher Auftritt als Sänger.
Am 10. Februar 2017 erschien sein Debütalbum Lachen Weinen Tanzen, das in Deutschland Platz fünf, in Österreich Platz sechs und in der Schweiz Platz neunzehn in den Charts belegte. Verantwortlich für die Produktion war das Musiklabel PantaSounds, ein Tochterunternehmen der PANTAFLIX AG.
Im Tempodrom von Berlin gab Schweighöfer am 18. Februar 2017 sein erstes Konzert.
Am 4. September 2020 erschien sein zweites Studioalbum Hobby, was sich in den Deutschen Albumcharts auf Platz zehn platzierte.

### Privates
Als Schweighöfer drei Jahre alt war, trennten sich seine Eltern. Zunächst zog er mit seiner Mutter nach Frankfurt (Oder), später nach Karl-Marx-Stadt. Zu seinem in Berlin lebenden Vater hielt er parallel Kontakt und teilte sich zeitweise in Bezirk Mitte eine kleine Wohnung mit ihm.
Schweighöfer war von 2004 bis 2018 mit Unterbrechung mit der Regieassistentin Angelika „Ani“ Schromm liiert, mit der er 2009 in einen Vierseithof bei Nauen in Brandenburg zog. Sie haben eine Tochter (* 2009) und einen Sohn (* 2014). Im Januar 2019 gab Schweighöfer die bereits über ein Jahr zurückliegende Trennung bekannt. Kurz darauf wurde bekannt, dass Schweighöfer mit der Schauspielerin Ruby O. Fee liiert ist.

## Trivia
Seit 2011 ist Schweighöfer Schirmherr des Ronald McDonald Hauses in Berlin-Buch.
Seit 2012 steht eine Ceroplastik von Matthias Schweighöfer im Wachsfigurenkabinett von Madame Tussauds in Berlin.
2014 wurde Schweighöfer Markenbotschafter zur Einführung des neuen Krombacher Hell. Seit Mai 2016 macht Schweighöfer Werbung für den Amazon Fire TV Stick, ab September 2016 zusammen mit Katrin Bauerfeind. Seit Ende 2020 ist er Markenbotschafter für die österreichische Einrichtungshauskette XXXLutz.

## Filmografie (Auswahl)

### Kino
- 2000: Küss mich, Frosch
- 2001: Freunde – Keinen Bock auf Bullen
- 2001: Herz im Kopf
- 2002: Nachts im Park
- 2002: FearDotCom
- 2003: Soloalbum
- 2003: Die Klasse von ’99 – Schule war gestern, Leben ist jetzt
- 2004: Kammerflimmern
- 2005: Kombat Sechzehn
- 2005: Polly Blue Eyes
- 2007: Das wilde Leben
- 2007: Fata Morgana
- 2007: Keinohrhasen
- 2008: Der Rote Baron
- 2008: Operation Walküre – Das Stauffenberg-Attentat
- 2008: Der Architekt
- 2009: Night Train
- 2009: Zweiohrküken
- 2009: 12 Meter ohne Kopf
- 2009: Must Love Death
- 2010: Friendship!
- 2010: 3faltig
- 2011: What a Man
- 2011: Rubbeldiekatz
- 2012: Russendisko
- 2013: Schlussmacher
- 2013: Kokowääh 2
- 2013: Frau Ella
- 2014: Vaterfreuden
- 2014: Irre sind männlich
- 2014: Bibi & Tina: Voll verhext!
- 2015: Der Nanny
- 2016: Der geilste Tag
- 2016: Vier gegen die Bank
- 2017: Bullyparade – Der Film
- 2018: Hot Dog
- 2018: Vielmachglas
- 2018: 100 Dinge
- 2018: Kursk
- 2020: Resistance – Widerstand
- 2021: Army of the Dead
- 2021: Hinterland
- 2021: Army of Thieves
- 2022: Die Schwimmerinnen (The Swimmers)
- 2023: Oppenheimer
- 2023: Heart of Stone
- 2023: Girl You Know It’s True
- 2023: Family Switch
- 2025: Amrum
- 2025: Brick

### Fernsehen
- 1997: Raus aus der Haut
- 1997: Spuk aus der Gruft
- 1998: Ärzte: Dr. Vogt – Freundschaften
- 1998–1999: Siska (Episoden Die Macht der Gedanken & Leonardos Geheimnis)
- 1999: Dr. Stefan Frank – Der Arzt, dem die Frauen vertrauen (Episode Die Macht der Gedanken)
- 1999: Spuk im Reich der Schatten
- 2000: Verbotenes Verlangen – Ich liebe meinen Schüler
- 2000: Küss mich, Frosch
- 2001: Babykram ist Männersache
- 2001: Polizeiruf 110: Zerstörte Träume
- 2001: Tatort: Gewaltfieber
- 2002: Die Freunde der Freunde
- 2003: hamlet X
- 2004: Kalter Frühling
- 2004: Baal
- 2005: Schiller
- 2007: Ein spätes Mädchen
- 2009: Mein Leben – Marcel Reich-Ranicki
- 2010: Tatort: Weil sie böse sind
- 2012: Tim Sander goes to Hollywood
- 2013–2017: Circus HalliGalli (9 Folgen)
- 2017–2018: You Are Wanted
- 2020: Joko & Klaas gegen ProSieben
- 2023: Wer stiehlt mir die Show?

### Kurzfilme
- 2000: 3 Tage 44
- 2000: Fremdes Land
- 2000: Mein Freund, seine Mutter und die Elbe
- 2002: Ballett ist ausgefallen
- 2005: Hypochonder
- 2005: Happy End
- 2006: Der blaue Affe

### Sprecher/Synchronstimme
- 2005: Weiße Raben – Alptraum Tschetschenien (Sprecher)
- 2010: Sammys Abenteuer – Die Suche nach der geheimen Passage (Animationsfilm – deutsche Synchronstimme Schildkröte „Sammy“)
- 2013: Keinohrhase und Zweiohrküken (Animationsfilm – deutsche Synchronstimme „Fuchs“)
- 2014: Das magische Haus (Animationsfilm – deutsche Synchronstimme Kater „Thunder“)
- 2015: Der kleine Prinz (Animationsfilm – Synchronstimme „Fuchs“)
- 2016: Robinson Crusoe (Animationsfilm – deutsche Synchronstimme „Robinson Crusoe“)
- 2019: Playmobil – Der Film (Animationsfilm – deutsche Synchronstimme „Rex Dasher“)

### Musikvideos
- 2007: Bloc Party – Kreuzberg
- 2008: Maria Mena – Nevermind Me
- 2009: Silbermond – Ich bereue nichts
- 2009: Silbermond – Krieger des Lichts
- 2011: Lena Meyer-Landrut – What a Man
- 2011: Philipp Poisel – Eiserner Steg (offizielles Video)
- 2011: Marlon Roudette – New Age
- 2011: The BossHoss (feat. Nena) – L.O.V.E.
- 2013: Blue – Hurt Lovers
- 2014: Six60 – Forever
- 2015: Matthias Schweighöfer – Fliegen (Der Nanny – Version)
- 2020: Matthias Schweighöfer – Lauf
- 2020: MoTrip – Standort
- 2021: Jimi Blue (feat. Ambre Vallet) – Nicht Allein

## Diskografie

### Studioalben
| Jahr | Titel                | Höchstplatzierung, Gesamtwochen, AuszeichnungChartplatzierungen (Jahr, Titel, Platzierungen, Wochen, Auszeichnungen, Anmerkungen) | Höchstplatzierung, Gesamtwochen, AuszeichnungChartplatzierungen (Jahr, Titel, Platzierungen, Wochen, Auszeichnungen, Anmerkungen) | Höchstplatzierung, Gesamtwochen, AuszeichnungChartplatzierungen (Jahr, Titel, Platzierungen, Wochen, Auszeichnungen, Anmerkungen) | Anmerkungen                              |
| Jahr | Titel                | DE | AT | CH | Anmerkungen                              |
| ---- | -------------------- | --- | --- | --- | ---------------------------------------- |
| 2017 | Lachen Weinen Tanzen | DE5 (11 Wo.)DE | AT6 (4 Wo.)AT | CH19 (3 Wo.)CH | Erstveröffentlichung: 17. Februar 2017   |
| 2020 | Hobby                | DE10 (2 Wo.)DE | — | — | Erstveröffentlichung: 11. September 2020 |

### Singles
| Jahr | Titel Album                    | Höchstplatzierung, Gesamtwochen, AuszeichnungChartsChartplatzierungen (Jahr, Titel, Album, Platzierungen, Wochen, Auszeichnungen, Anmerkungen) | Anmerkungen                          |
| Jahr | Titel Album                    | DE | Anmerkungen                          |
| ---- | ------------------------------ | --- | ------------------------------------ |
| 2015 | Fliegen Der Nanny (Soundtrack) | DE58 (13 Wo.)DE | Erstveröffentlichung: 17. April 2015 |

Weitere Singles
- 2015: Lachen Weinen Tanzen
- 2018: Superman und seine Frau
- 2018: Wenn ich dich singen hör
- 2020: Zeit
- 2020: Lauf
- 2023: Fazzoletti

## Theater
- 2004: Eins, zwei, drei (von Ferenc Molnár) – Regie: Johannes Grebert, Matthias Matschke (Hebbel am Ufer)
- 2007: Nord (von Louis-Ferdinand Céline) – Regie: Frank Castorf (Berliner Volksbühne)

## Hörspiele und Hörbücher
- 2004: Die Lewins von Gita Lehr, ISBN 978-3-8218-5349-9
- 2005: Meene Kleene von Ariane Grundies (Hörspiel, unter anderem gemeinsam mit Jürgen Vogel und Nora Tschirner), ISBN 978-3-9809826-4-1
- 2005: Lieb mich von Torsten Feuerstein (unter anderem mit Marek Harloff und Anna Thalbach), ISBN 978-3-8218-5383-3
- 2005: Baal von Bertolt Brecht, ISBN 978-3-8218-5387-1
- 2006: Der Schatten des Windes von Carlos Ruiz Zafón (Hörspiel, unter anderem mit Michael Habeck und Sylvester Groth)
- 2007: Schöne Verhältnisse von Edward St Aubyn, ISBN 978-3-86604-757-0
- 2008: Slam von Nick Hornby, ISBN 978-3-86717-860-0
- 2008: Die Traumnovelle von Arthur Schnitzler, ISBN 978-3-8291-2209-2
- 2014: Das magische Haus (Hörspiel zum Film), Edel:Kids

## Rezeption
Schweighöfer gilt bei Kritikern – auch aufgrund seiner Theatererfahrung – als Schauspieler, der sein Handwerk beherrscht. Gerade bezüglich seiner früheren Filme wird ihm eine enorme Wandelbarkeit zugesprochen. Seit seiner Zusammenarbeit mit Til Schweiger nehmen aber auch kritische Stimmen zu, die Schweighöfer in den zwar kommerziell ausgesprochen erfolgreichen, aber wenig anspruchsvollen Komödien Schweigers sein Potential nicht in vollem Maße ausschöpfen sehen. Auch mit seinen eigenen Filmen What a Man, Schlussmacher und Vaterfreuden bleibt Schweighöfer der seichten Komödie treu.

## Auszeichnungen
Bambi
- 2007: Bester männlicher Hauptdarsteller, national
- 2013: in der Kategorie Film national für Schlussmacher

Bayerischer Filmpreis
- 2005: Bester Nachwuchsschauspieler für die Rolle des Crash in Kammerflimmern

Berliner Bär (B.Z.-Kulturpreis)
- 2013: Kategorie: Film/Regie

Deutscher Fernsehpreis
- 2001: Bester Nachwuchsdarsteller für die Rolle des Ben in Verbotenes Verlangen

DIVA
- 2006: Schauspieler des Jahres für Kammerflimmern, Schiller, Polly Blue Eyes

Fernsehfilmfestival Baden-Baden
- 2004: Sonderpreis der Jury für herausragende darstellerische Leistungen in Kalter Frühling und Baal

Goldene Henne
- 2012 und 2016: Publikumspreis – Schauspiel

Goldene Kamera
- 2003: Curd-Jürgens-Gedächtniskamera für den besten Nachwuchsschauspieler
- 2010: Bester deutscher Schauspieler in Mein Leben – Marcel Reich-Ranicki

Grimme-Preis
- 2003: für seine Rolle als Gregor in dem Film Die Freunde der Freunde

Günter-Strack-Fernsehpreis
- 2002: Bester Nachwuchsschauspieler für die Darstellung des Jacky Bräutigam im Tatort: Gewaltfieber

New Faces Award
- 2003: Bester Schauspieler für die Rolle des Ben in Soloalbum

Undine Award
- 2005: Bester jugendlicher Schauspieler in einem Fernsehfilm für Schiller
- 2007: Bester jugendlicher Hauptdarsteller in einem Kinospielfilm für Das wilde Leben

Hessischer Fernsehpreis
- 2010: für seine Rolle in Tatort: Weil sie böse sind
- 2011: Sonderpreis der Jury für What a Man

Video Champion
- 2010: Artist Award

Romy
- 2013: Bester Kinofilm für Schlussmacher

Jupiter Award
- 2015: Erfolgreichster Film: Vaterfreuden